# Theristria discolor
Theristria discolor is een insect uit de familie van de Mantispidae, die tot de orde netvleugeligen (Neuroptera) behoort. 
Theristria discolor is voor het eerst wetenschappelijk beschreven door Westwood in 1852.